# コーレーグス
コーレーグスは、

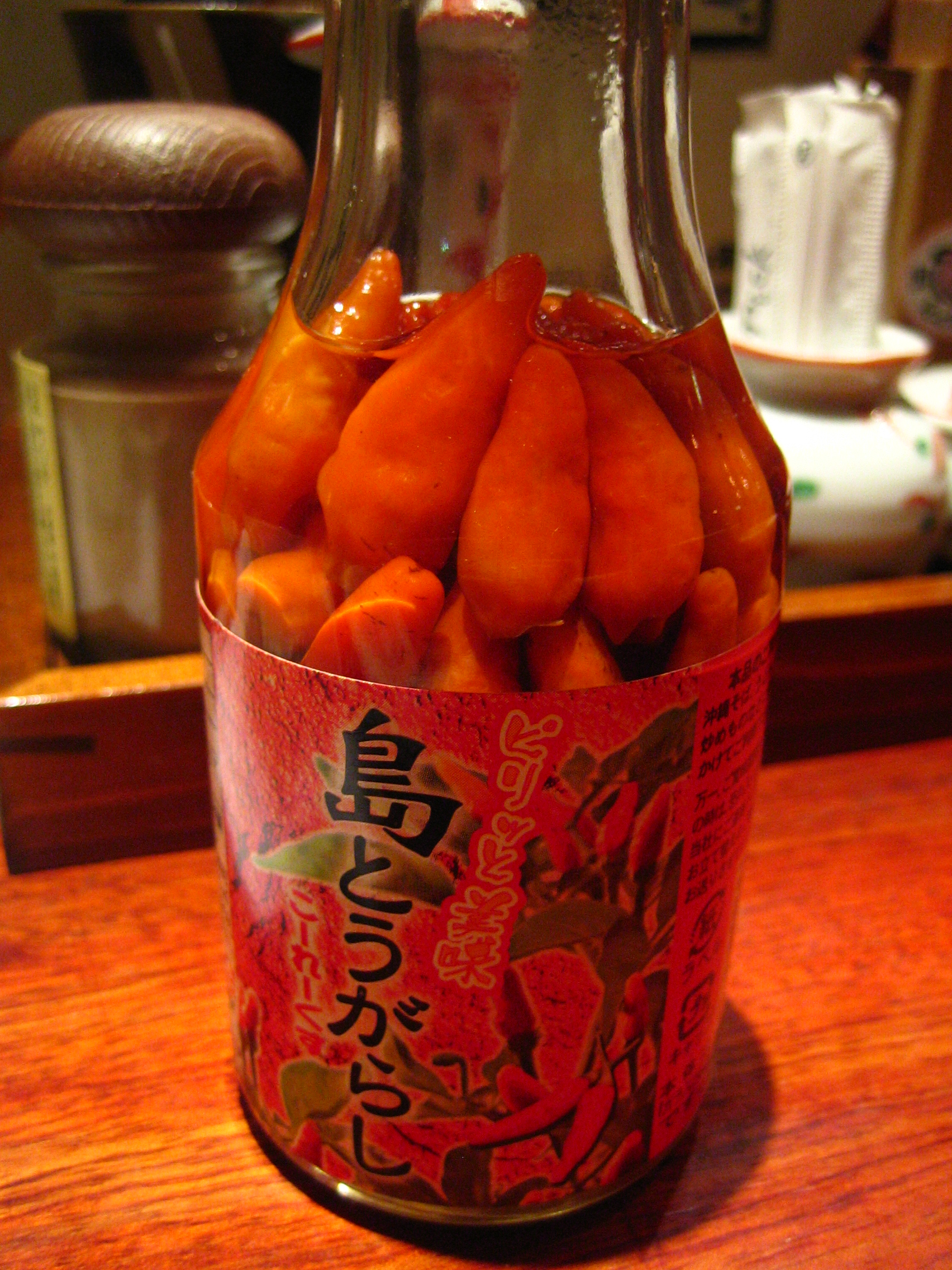
コーレーグス

1. トウガラシ属全般を意味する沖縄方言[1][2]。こちらが本来の意味である。
2. 島とうがらしを泡盛に漬け込んだ沖縄県の調味料。今日ではもっぱら、こちらの意味で使われる。コーレーグース、コーレーグースー、コーレグスーなどの表記・発音も見られる。

## 来歴
琉球国由来記によると、唐辛子は18世紀前期までに薩摩藩を経由し沖縄に伝来したと書かれている。コーレーグスの語源とされる高麗胡椒という名称も、この時に同時に伝わったものと考えられる。
調味料のコーレーグスの正確な起源は不明である。なお、ハワイに移民した沖縄県民が帰郷時に伝えたチリペッパーウォーターをヒントに作ったという説もある。この調味料はもともと「コーレーグスジャキ」（コーレーグス酒）と呼ばれていた。唐辛子そのものを指してコーレーグスと呼ぶことが少なくなった現在は、もっぱら唐辛子を泡盛に漬けた調味液を指す言葉となっている。

## 語源
「高麗胡椒」は少なくとも16世紀以前から使われている唐辛子の古称であり、九州地方の一部では方言として現在も残存している。唐辛子が薩摩から伝わったというのが事実であるならば、これが沖縄風に訛った（「コーライゴショー」を沖縄方言の発音で読めば「コーレーグシュー」となる）と考えるのが自然であろう。これ以外にも高麗草（コーレーグサ）、高麗薬（コーレーグスイ）という漢字を当てたり、泡盛の貯蔵期間が長いものを「クース（古酒）」と呼ぶことと関わりがあるとする者もあるが、いずれの説も根拠に乏しく、特に裏付けとなる文献などは存在しない。

## 特徴
島とうがらし由来のカプサイシンとジヒドロカプサイシンがコーレーグスの辛味を形成し、泡盛のアルコール度数によって両者の比が変わり後味などに影響している。香りについては島とうらがしの2-イソブチル-3-メトキシピラジンと泡盛の3-メチル-1-ブタノールおよび各種のエステルが強く影響し、これら原料の香気が混合して独特の芳香を形成している。また、島とうがらしの量や泡盛のアルコール度数も島とうがらし由来の成分の溶出量を変化させ、香気に影響を与えている。
アルコールが含まれるので大量に摂取後自動車を運転した場合飲酒運転として検挙される恐れがある。沖縄タイムス記者が75ml（市販の瓶の約半分）摂取したところ基準値を大幅に上回るアルコール呼気が検出された。ただし同記者が沖縄県警察に取材を行ったところ「コーレーグースの摂取による酒気帯び運転での有罪例は聞いたことがない」と回答している。

## 用途
コーレーグスは沖縄そばの薬味として、欠かすことの出来ない卓上調味料である。沖縄県ではほとんどの食堂のテーブルに置かれており、チャンプルーやイリチー、刺身のつけ醤油、みそ汁などの料理に用いる者もいる。また、椎名誠の著作「からいはうまい」内の一企画として行われた対談「辛味食文化初級入門塾」において、小泉武夫が少量をビールに入れて飲むことを提唱している。わずかな量で劇的に風味を変えるが、調味料としては粘度が低い上に非常に辛く、泡盛のアルコールによる刺激も強い。液体であるため入れすぎても取り除くことは不可能なので、慎重な使用が望ましい。

## 製法
水洗して陰干した島とうがらしを10日以上、泡盛に漬ける。市販品も多いが、島とうがらしを泡盛に入れるだけで作ることができるので、沖縄県では自家製のコーレーグスも作られている。使用する泡盛を古酒にすると風味が増すともいわれる。また、酢やクエン酸を加えた市販品もある。泡盛の代わりに酢を使用したものもある。液が濁ってきたら中の唐辛子を捨てると長持ちする。
宮古島など先島諸島の一部では、島とうがらしを潰したり、にんにくを混ぜてペースト状にしたりしたものを薬味として用いることも一般的である。上述したようにコーレーグスとは元来唐辛子そのものを指す言葉なので、これらをコーレーグスと呼ぶことも間違いではない。